# Saemangeum

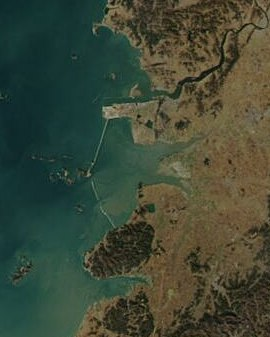
2004

De Saemangeum is een polder in Zuid-Korea, die ontstaan is door het afdammen van een zeearm van de Gele Zee. Daarmee werd een waddengebied ingepolderd. De dam is in 2006 gereedgekomen. Met 33,1 km werd het de langste zeewering van de wereld, daarvoor was dat de Afsluitdijk in Nederland. De bouw is in 1991 begonnen, maar in 1999 stilgelegd vanwege weerstand vanuit de milieubeweging. Pas in 2005 is de bouw hervat.
De westelijke kustlijn van Korea is met bijna 100 kilometer verkort. De dijk is gemiddeld 36 meter hoog, vanwege de ligging in een gebied met grote getijverschillen. Het achterliggende gebied heeft achter de waterkering een oppervlakte van 401 km², waarvan 283 km² nieuw land en 118 km² zoetwaterbassin.
In 2023 vond hier van 1 tot 12 augustus de 25e World Scout Jamboree plaats.